# Juozas Maniušis
Juozas Maniušis (ur. 12 grudnia?/25 grudnia 1910 w Malkauce w guberni mohylewskiej, zm. 17 marca 1987 w Wilnie) – litewski działacz partyjny i państwowy, ekonomista, premier Litewskiej Socjalistycznej Republiki Radzieckiej (1967–1981). 

## Życiorys
Urodził się na wschodniej Białorusi w zrusyfikowanej rodzinie litewskiej. Kształcił się w technikum pedagogicznym w Mińsku (1927-1931), później pobierał nauki w Instytucie Drogowo-Samochodowym im. W. Kujbyszewa w Leningradzie (1932–1938). 
W latach 1941-1944 służył w Armii Czerwonej. Po przyjeździe na Litwę w 1944 objął funkcję przewodniczącego Komisji Planowania przy Komitecie Wykonawczym Rady Miejskiej w Wilnie. Rok później wstąpił do WKP(b). W latach 1946-1947 pełnił urząd zastępcy przewodniczącego Komitetu Wykonawczego Wileńskiej Rady Miejskiej, a później był również przewodniczącym KW Rady Miejskiej w Kownie (1947–1950). 
W 1950 uzyskał nominację na urząd ministra budownictwa Litewskiej SRR (od 1954: ministra budownictwa miast i wsi). 14 kwietnia 1967 mianowano go premierem – na czele rządu stał do 16 stycznia 1981. 
Był aktywistą partyjnym. Od 1954 do 1981 zasiadał nieprzerwanie w Biurze Politycznym KC KPL. W latach 1955–1967 był sekretarzem KC KPL. Przewodniczył Biuru Przemysłu KC KPL (1962–1964). Od 1971 do 1981 pozostawał zastępcą członka KC KPZR. 
W 1963 uzyskał stopień kandydata nauk ekonomicznych, siedem lat później również doktorat z ekonomii. Po odejściu z polityki został w 1981 dyrektorem Instytutu Ekonomii Akademii Nauk Litewskiej SRR (do 1985), po czym przeszedł na emeryturę. 

## Odznaczenia
- Order Lenina (dwukrotnie)
- Order Rewolucji Październikowej
- Order Czerwonego Sztandaru Pracy (trzykrotnie)
- Order Wojny Ojczyźnianej II klasy
- Order „Znak Honoru”